# أبورتيونيتي

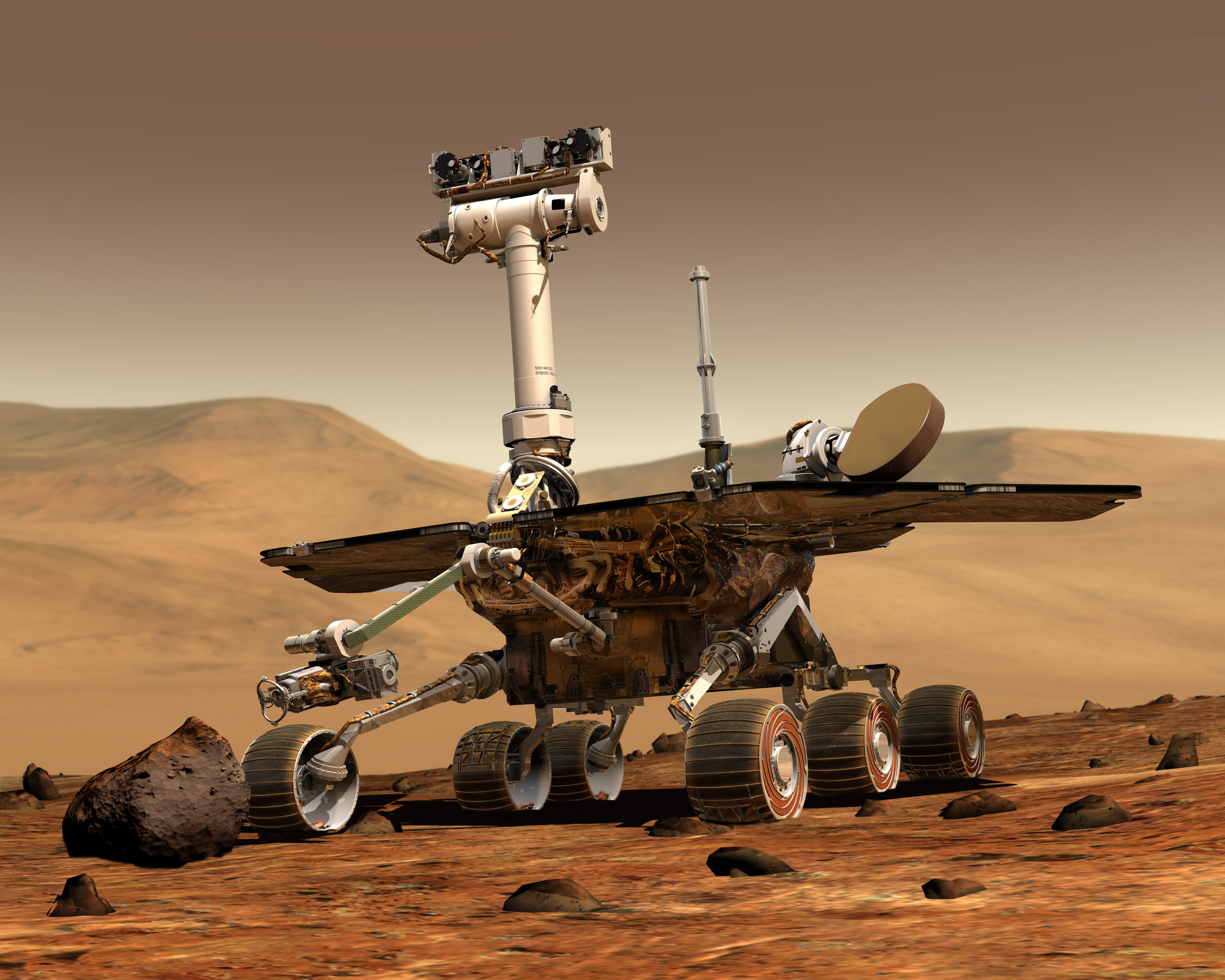
صورة فنية للمركبة

أبورتيونيتي (بالإنجليزية: Opportunity) كما تعرف أيضاً باسم (بالإنجليزية: Mars Exploration Rover - B) واختصاراً (بالإنجليزية: MER-B) هي ثاني مركبة فضاء غير مأهولة من وكالة ناسا أرسلت إلى سطح المريخ في عام 2004 كجزء من برنامج استكشاف المريخ. الروبوت هبط بنجاح على الكوكب يوم 25 يناير 2004 في الساعة 05:05 بالتوقيت العالمي.

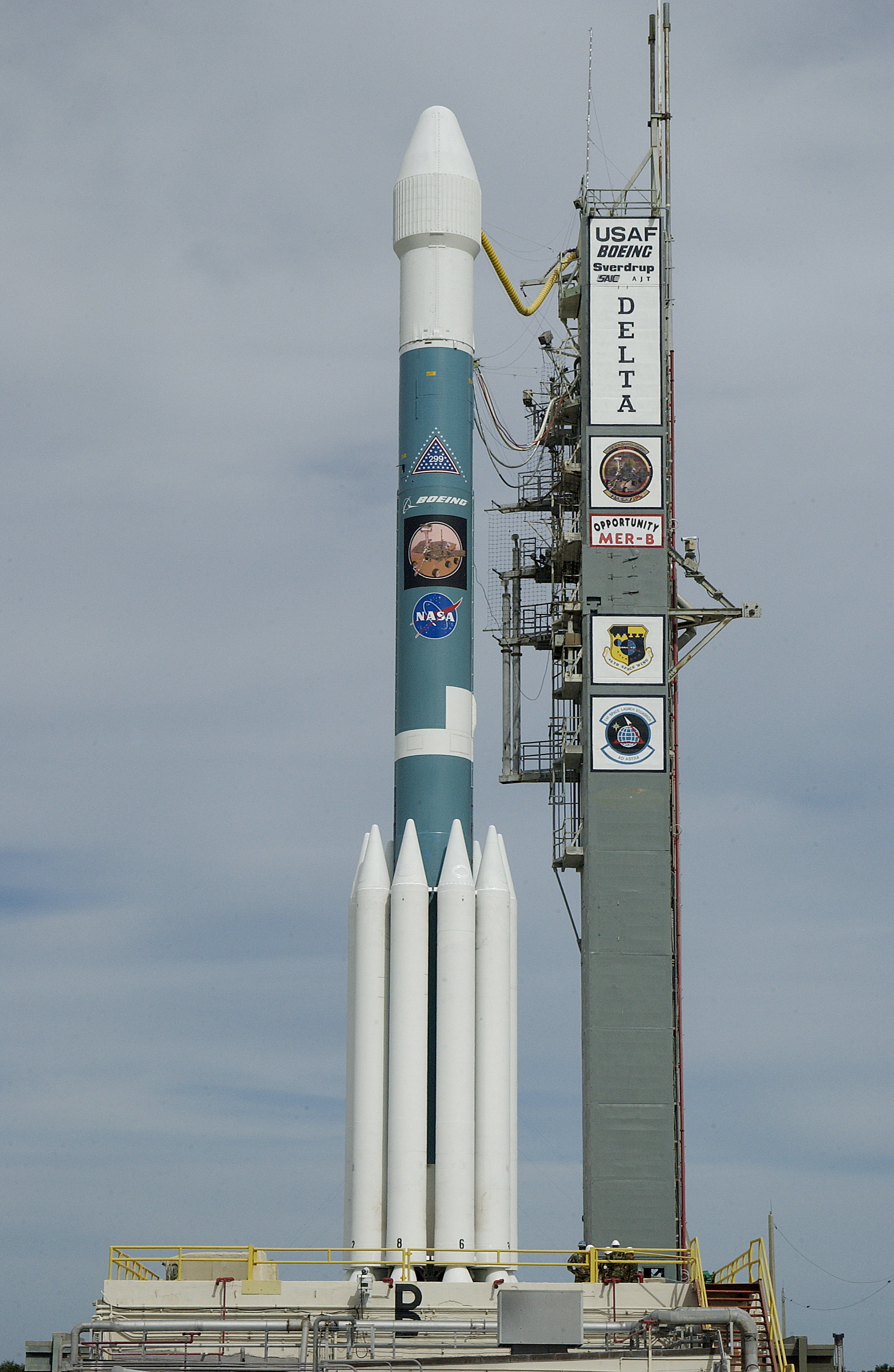
الإقلاع على رأس صاروخ دلتا 2/ Delta-7925H.

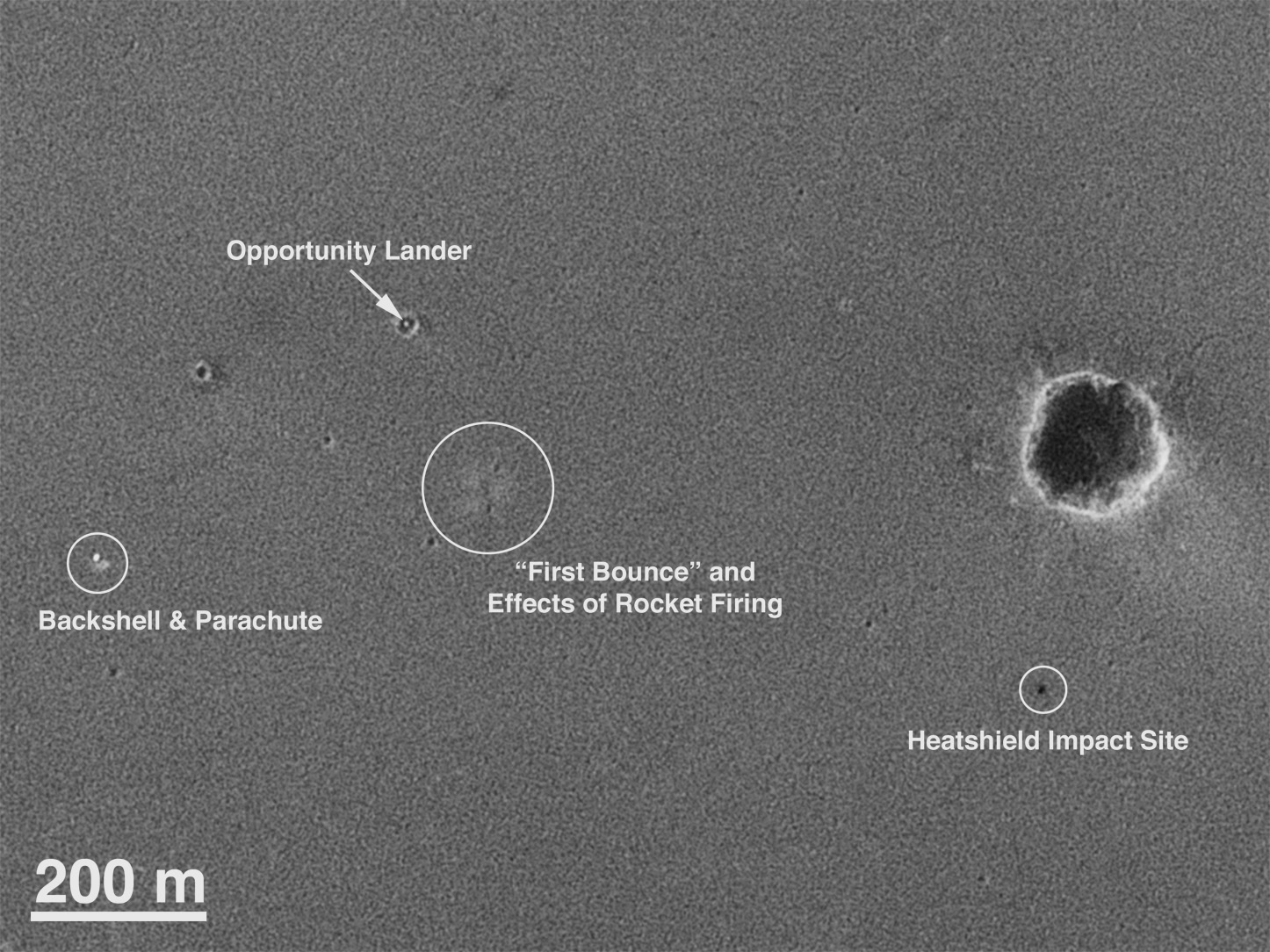
قفزت أبورتيونيتي بعد الصدمة الأولى ووقعت في حفرة صغيرة. الدوائر تبين موقع سقوط القطع الأخرى.

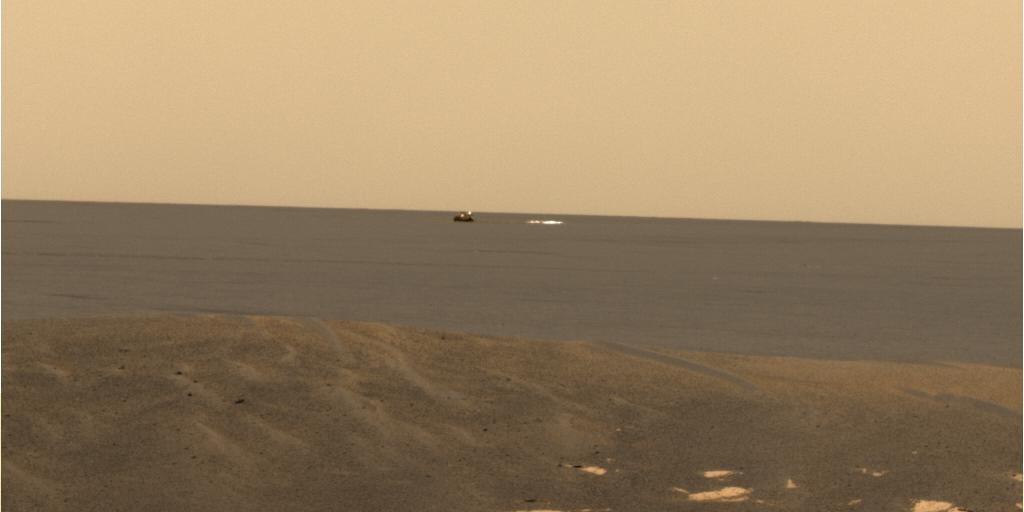
صورة إلتقطها أبورتيونيتي بعد الوصول وتبين مركبة الهبوط (أسود) ومظلة الهبوط (أبيض) عند الأفق.

هبط المسبار أبورتونيتي على كوكب المريخ في مهمة بحث عن المياه على سطحه ودراسة صخوره وتربته، لتكون الثانية بعد نظيره المسبار سبيريت، الذي أرسلته وكالة الفضاء الأمريكية (ناسا) إلى المريخ قبل أبورتيونيتي بأسبوعين حيث هبط على الجانب الآخر للمريخ. والمسبار سبيريت توأم لمسبار أبورتيونيتي ويماثله تماما من ناحية التركيب وما يحمله من أجهزة علمية للفحص والاختبار.

## تركيب أبورتيونيتي
يتشابه تركيب المسبارين أبورتيونيتي وسبيريت الذي أنزلته ناسا على الناحية الأخرى للمريخ. ويتحرك كل منهما على 6 عجلات تشغـّلها اللوحات الشمسية. ويبلغ ارتفاع المسبار 5,1 متر وطوله 6,1 متر وعرضه 3,2 متر، ويزن نحو 185 كيلوجرام. والستة عجلات معلقة مرنة، كل 3 منها مثبتة على قضيب واحد، تسمح بالسير على أرضية وعرة، وتعمل كل عجلة بموتور خاص بها ويمكن توجيه حركة المتجول من الأمام أو الخلف، وهو مصمم للعمل بسلام حتى درجة ميل 30 درجة. وتبلغ سرعته نحو 5 سنتيمتر/ثانية.
تولد اللوحات الشمسية طاقة كهربائية مقدارها 140 واط لمدة 4 ساعات من كل يوم من أيام المريخ (sol). وبغرض استخدام الكهرباء ليلا، زود أبورتيونيتي ببطاريات ليثيوم أيون لتخزين الكهرباء. ويحتوي أبورتيونيتي أيضا على حاسوب من تصنيع آي بي إم ذو ذاكرة الوصول العشوائي سعة 128 ميجا بايت وذاكرة عمل 3 ميجابايت وذاكرة تصوير 256 ميجابايت. ويعمل المسبار في درجات حرارة متباينة بين −40 ° و+40 درجة مئوية، ويحافظ على درجة حرارته الداخلية سخان يعمل بالنظائر المشعة ويكمله سخان يعمل بالكهرباء. ويغطي أبورتيونيتي عازل حراري مصنوع من رقاقة من الذهب.
وقد زود أبورتيونيتي  بهوائي منخفض الكسب يعمل على البث في عرض محزم للموجات اللاسلكية عريض نسبيا وبمعدل منخفض، وهوائي عالي الكسب ذو عاكس مقعر يمكن توجيهه ويعمل بموجة لاسلكية لها عرض محزم محدود. ويقوم الاثنان بالاتصال وإرسال المعلومات إلى الأرض. كما يمكن للهوائي المنخفض الكسب إرسال المعلومات إلى قمر صناعي يدور حول المريخ.

## أجهزة علمية يحملها أبورتيونيتي
- كاميرا بانورامية للتصوير البعيد واسعة الأفق.
- كاميرا ملاحية للتوجيه وتحديد الموقع على المريخ.
- مطياف للقياس الحراري، يتعرف على الأحجار ونوع التربة ذات الأهمية، ويمكنه تحليل العينات وتعيين طرق تكوّنها.

والأجهزة العلمية التالية:
- مطياف يعمل بتأثير موسباور يمكنه فحص العينات التي تحتوي على الحديد،
- مطياف أشعة إكس يعمل جسيمات ألفا يمكنه تحليل مركبات العينات ومعرفة نسب مكوناتها، * مغناطيس يلتقط العينات المغناطيسية.
- مجهر يصور الأحجار والتربة.
- خرّامة تخرم الأحجار والأرضية وتأخذ منها عينات.

وتلتقط الكاميرا صورا بعدد 1024 بيكسل طولا و1024 بيكسل عرضا، تُضغط المعلومات وتخزن ثم تـُرسل فيما بعد إلى الأرض حين استدعائها.

## أبورتيونيتي على سطح المريخ

### نجاح الهبوط

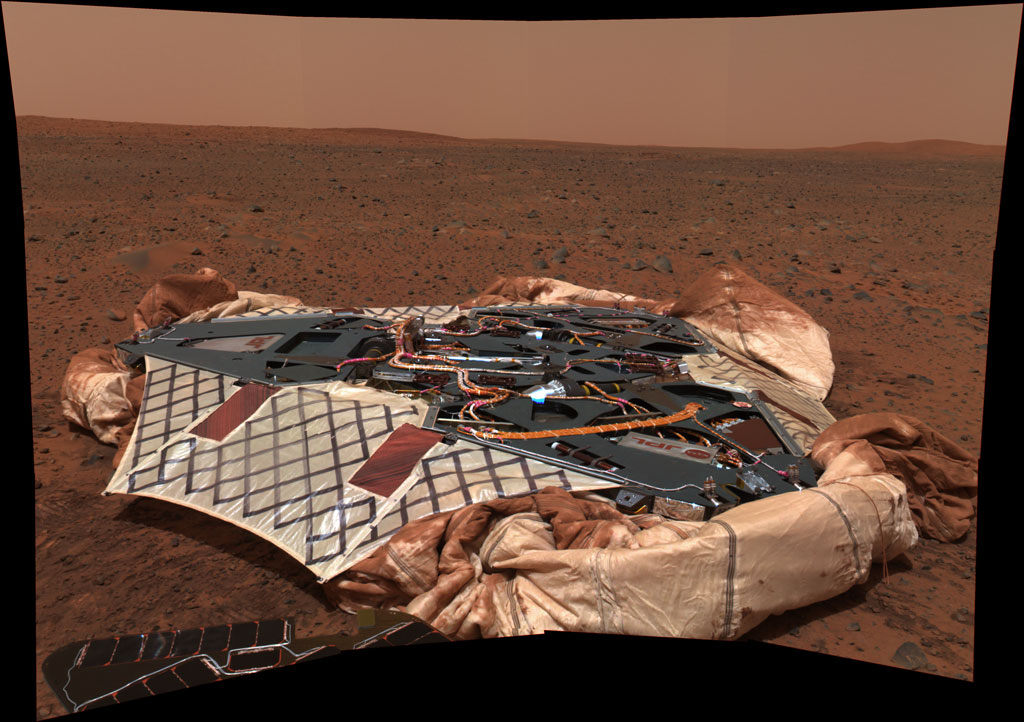
صورة لقطها مسبار سبيريت لوسادة هبوطه بعد وصولهما إلى المريخ 19/18 يناير 2004 (Spirit Sol 16) ، في مثل تلك الوسادة هبط أيضا مسبار أبورتيونيتي على المريخ

لامس المسبار الفضائي «أبورتيونتي» صباح الأحد 25 يناير 2004 سطح كوكب المريخ، وذلك بعد اسبوع من هبوط توأمه «سبيريت» على الجانب الأخر من الكوكب الأحمر.
وتدحرج المسبار - غير المأهول - والمحمي بوسائد هوائية لمدة عشرة دقائق في أعقاب هبوطه في تمام الساعة 12:05 بالتوقيت المحلي لولاية كاليفورنيا، قبيل توقفه لإرسال إشارات إلى مركز التحكم في الأرض. عثرت على آثار للمياه على سطح المريخ في مارس 2004

### أبورتيونيتي ينغرس في الرمال

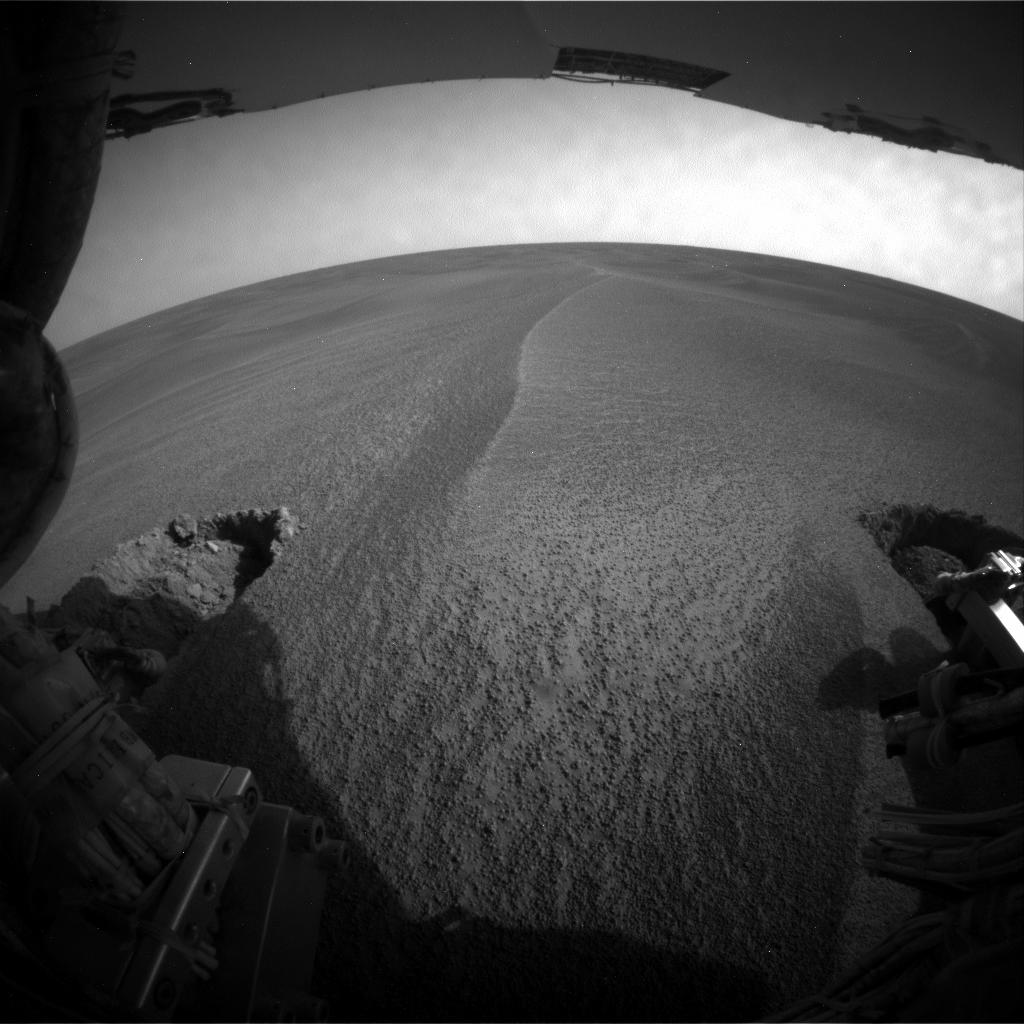
عجلات أبورتيونيتي منغرسة في رمال المريخ في يوم (سول 468).

بعد مسيرة أبورتيونيتي مسافة 5.346 متر بدون صعوبة، حدث في يوم 26 أبريل 2005 الموافق يوم المريخ 446 (سول) أن انغرست عجلات أبورتيونيتي في رمال ناعمة عند محاولته صعود إحدى الكومات. وبدت الصور للمختصين على الأرض أن الأربعة عجلات في مقدمة ومؤخرة المسبار قد انغرست في الرمل إلى مستوي ارتفاع العجلات.
فقام المختصون بالاستعانة بموديل على الأرض، وأجرو عليه مناورات يستطيعون بها إخراج أبورتيونيتي من مأزقه. وبعد عدة محاولات توصل الخبراء إلى طريقة أخرجوا بها أبورتيونيتي من الرمال، وفي كل محاولة كان المسبار يتحرك مجرد مسافة سنتيمترات. وعند انتهاء كل حركة منها كان المسبار يلتقط صورا للمنطقة المحيطة بة ويختبر مكونات جو المريخ. ثم تمت عملية إخراج أبورتيونيتي من الرمال في 4 يونيو 2005، في يوم المريخ (سول 484). أصبحت الستة عجلات لأبورتيونيتي حرة ثانيا وواقفة على أرضية مستوية صلبة. وبعد أن قام أبورتيونيتي بدراسة كوم الرمال هذا الذي أطلق عليه الخبراء لقب بورجاتوري خلال الأيام 498 إلى 510، بدأ أبورتيونيتي المسيرة في اتجاه فوهة إيريبوس  التي تبعد نحو 500متر إلى الجنوب ووصلها عند نهاية العام.

### المسيرة إلى فوهة فيكتوريا

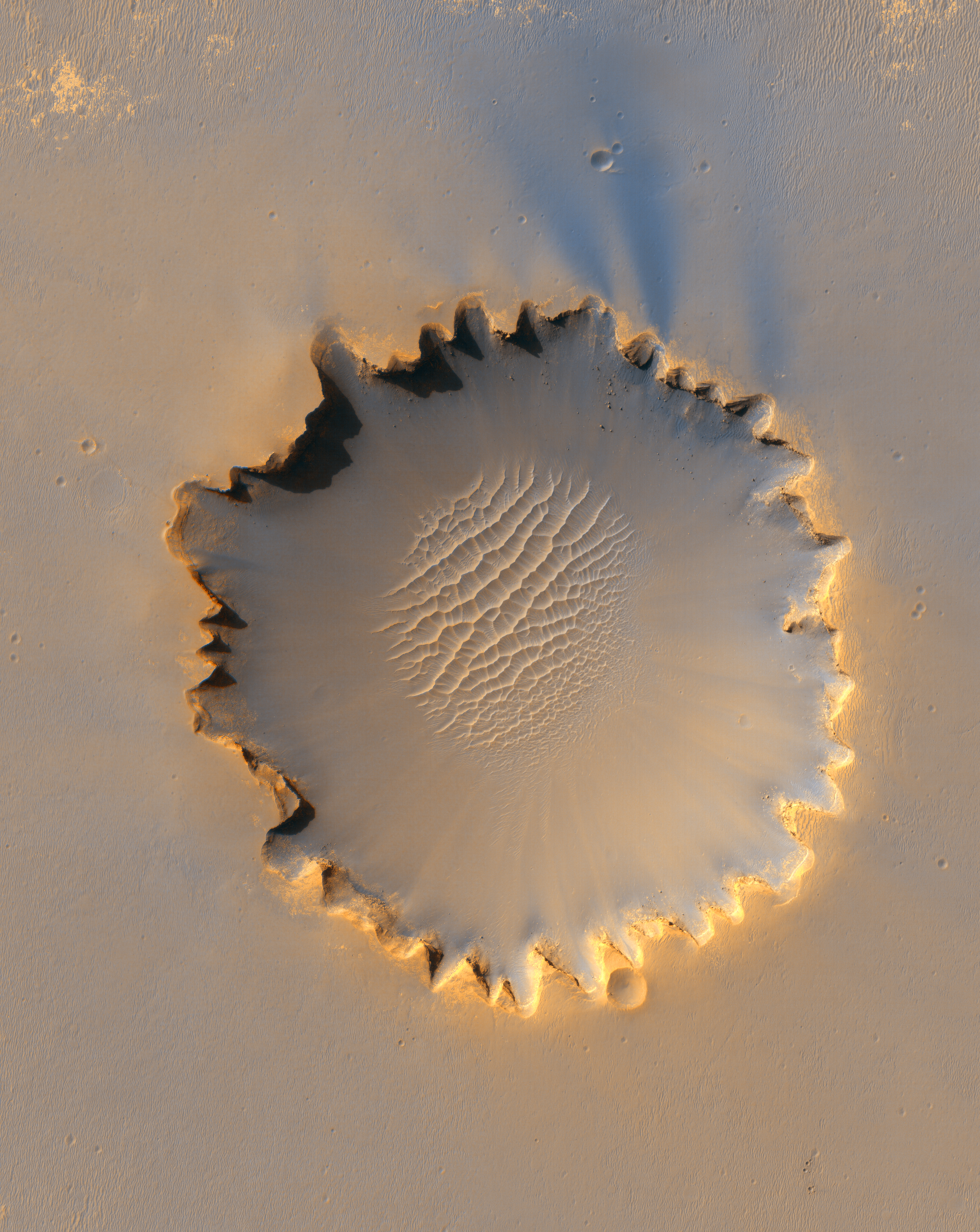
فوهة فيكتوريا (قطر 800 متر) ،كما التقطها القمر الصناعي الذي يسبح في فلك المريخ Mars Reconnaissance Orbiter.

خلال مارس 2006 بدأ المسبار المسيرة إلى فوهة فيكتوريا التي يبعد نحو 2 كيلومتر من فوهة أيريبوس حيث يبدو أنها تحتوي على أحجار ترسيبية. وفي الطريق وصل المسبار إلى فوهة بيجل التي يبلغ اتساعها 35 متر وهي تقع على مقربة 500 متر من فيكتوريا. وبعد مضي شهر أصبح المسبار أبورتيونيتي على بعد 200 متر من حافة فيكتوريا.
وبعد أن انفرس المسبار في طريقة عدة مرات في الرمال وصل في 28 سبتمبر 2006 حافة الفوهة. وتبين أن عمقها يبلغ نحو 60 متر وقطرها 800 متر.ويبدو من فحص طبقاتها الصخرية احتوائها الماء. وفي أوائل شهر أكتوبر 2006 نشرت ناسا صورا التقطها القمر الصناعي في فلك المريخ Mars Reconnaissance Orbiter وبدت فيها صورة الفوهة والمسبار. وقرر الخبراء أن يُسيّروا المسبار إلى داخل الفوهة إذا وجدوا طريقا سهلا لذلك. واتضح أن على المسبار التقدم إلي لسان أرضي يسمى كاب فيردي ومنه يسهل له الاستمرار إلى أن يصل إلى قاع الفوهة.
حتي 20 فبراير 2008 قطع المسبار أبورتيونيتي مسافة تقدر بنحو 11.670 متر فوق المريخ، وهي تفوق المسافة التي كان مصمما لها أساسا والتي تبلغ 600 متر فقط، كما قضي حتى ذلك التاريخ 1449 (سول) من أيام المريخ. ويعتبر السبب في هذا النجاح أن رياح المريخ كانت تزيح من عليه الاتربة بحيث عملت ألواحة الضوئية على ما يرام.

## الرحلة إلى فوهة أنديوفر
قرر فريق أبورتيونتي بعد أن اتم دراسته لفوهة فكتوريا التوجهه إلى فوهة جديدة تدعى “أنديوفر ” والتي يبلغ قطرها 22 كيلومتر وتقع في الجهة الجنوبية الشرقية على بعد 12 كيلومتر من فكتوريا. ومن المتوقع ان يقطع الجوال تلك المسافة خلال سنتين حيث يرجح العلماء أن يرو المزيد من الطبقات الصخرية القديمة أكثر من تلك التي عاينها الجوال في فوهة فكتوريا، بالإضافة إلى أن اكتشاف طين سليكات الورقي في حافة فوهة أنديوفر يعد في الكشف عن أنواع صخرية أكثر ضيافتا للحياة من تلك الأنواع التي فحصت سابقا.

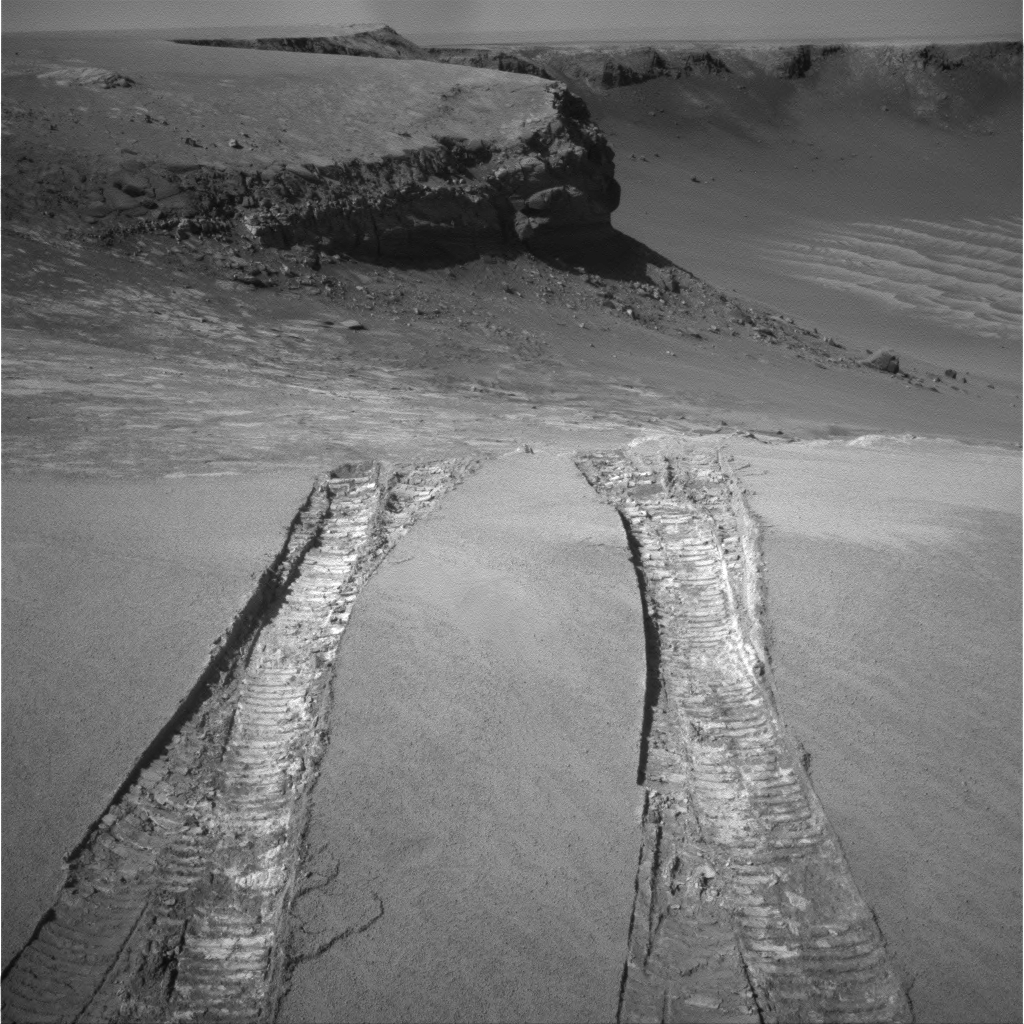
مشهد من مغادرت ابورتيونتي لفوهة فكتوريا

## احداث 2009
• في سول 1818(سابع من مارس لعام 2009) وبعد اجتياز الجوال مسافه تقدر 3,2 كيلومتر استطاع ابورتيونتي يشاهد لأول مره فوهة انديوفر  بالإضافة إلى فوهة  ايزو Iazu التي تبعد عنه 38 كيلومترا.
• من سول 1859 حتى سول 1865 قطع ابورتيونتي مسافه تقدر 478 مترا ليتوقف بعد ذلك محركه الميكانيكي للعجله الاماميه اثتاء معاينته نتوء صخري أطلق عليه اسم  بنرهين Penrhyn .
• في سول 1947 (18 من يوليو لعام 2009) جلب انتباه العلماء صخرة سوداء تقع في الاتجاه المعاكس لمسير الجوال لذلك توجهه ابورتيونتي نحوها، حيث عاينها في سول 1957 ليتبين انها نيزك أطلق عليه اسم  Block Island حيث بقي الجوال هناك حتى ثاني عشر من سبتمبر 2009 الموافق لسول 2004 بتقصي وتحليلها قبل ان يعاود مسيرته من جديد نحو انديوفر.
• توقف ابورتيونتي في سول 2022 بعد ان عثر على صخرة نيزكية أخرى سميت هذه المرة  Shelter Island استمر الجوال حتى سول 2034 بدراسة تلك الصخرة ليتوجهه بعدها إلى نيزك اخر يقع بالقرب منه وقد أطلق عليه تسمية  Mackinac Island ليستانف رحلة بعد ذلك دون دراسة ذلك النيزك.
• في سول 2059 (العاشر من نوفمبر لعام 2009) وصل الجوال إلى هدفه الجديد صخرة تدعى  Marquette Island وقد بدت ذات اهميه فلم يكن معلوما لاي صنف من الصخور تنتمي حيث واصل الجوال تقصيه هناك حتى سول 2121 الموافق لثاني عشر من يناير لعام2010 ليستنتج العلماء في النهاية على ان تلك الصخرة قذفت من الاعماق إلى السطح بدل من ان تكون نيزكية الاصل.

## احداث 2010
• في سول 2138 (28 مايو من عام 2010) استطاع الجوال ان يبحر بنجاح حول فوهة  كونسيبشن Concepcion  قبل ان يتوجهه من جديد نحو انديوفر.
• في سول 2231 (الخامس من مايو لعام 2010) تم وضع خطه اتمديد المسافة مابين فكتوريا وانديوفر إلى 19 كيلومتر نضرا لوجود حقول من الكثبان الخطره الممتدة على طول الطريق.
• في 19 من مايو لعام2010 استطاع ابورتيونتي ان يكسر الرقم القياسي لاطول مدة عمل المسبار على سطح المريخ والذي كان مسجل سابقا باسم فايكينغ 1 حيث بلغت 2245 سول مريخي.
• في سول 2353 (الثامن من سبتمبر لعام 2010) قطع ابورتيونتي نصف المسافة مابين فوهة فكتوريا وانديوفر البالغه 19 كيلونترا.

### فوهة القديسة مريم
في سول 2449 (15 ديسمبر من عام 2010) وصل ابورتيونتي إلى فوهة القديسة مريم  التي يبلغ قطرها 90 مترا، حيث قضى عدة اسابيع بدراسة تلك الفوهة الواسعه لتقارن في النهاية نتائج الجوال مع معطيات مسبار مارس ريكونيسانس التي كشفت عن معادن حملت بواسطة الماء في سنتا ماريا وساعد ابورتيونتي في تحليل ودراسة المزيد منها.
و هكذا قضي الجوال ابورتيونتي سنه مريخيه كامله في الترحال على سطح المريخ سابقة هي الأولى له منذو هبوطه في عام 2004 .

## احداث 2011
بعد وصول الجوال إلى فوهه القديسة مريم قرر الفريق وضع ابورتيونتي في الجهة الجنوبية الشرقية من حافة الفوهة لغرض جمع المعلومات بالإضافة إلى انهم بداوا يستعدوا إلى التزامن الشمسي (و هي ظاهره تحصل عندما تصبح الشمس مابين المريخ والأرض حيث يصبح الاتصال بالجوال غير ممكن لمدة اسبوعين)لاحقا في شهر مارس بداء الجوال رحلته من جديد نحو انديوفر حيث لا يفصل عنها سوى 6.5 كيلومتر.

### الوصول إلى فوهة انديوفر

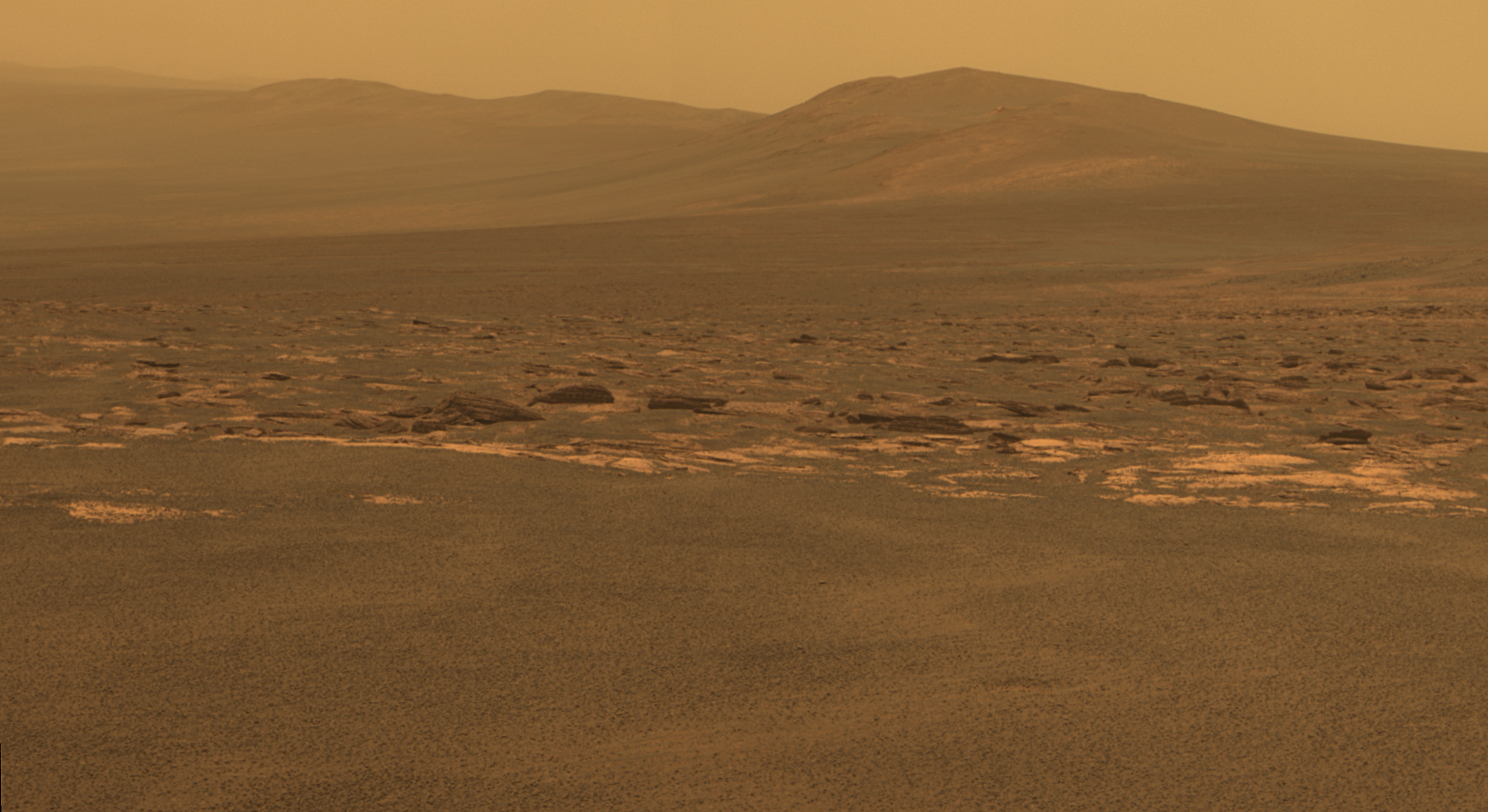
الحافه الغربية لفوهة انديوفر

تمكن ابورتيونتي اخيرا في سول 2709 الموافق لتاسع من أغسطس لعام 2011 من الوصول إلى فوهة انديوفر قاطعا بذلك 13 ميلا خلال ثلاثة سنين حيث سيتوفر للعلماء مناطق جديده للاستكشاف يتضمن صخور لم يصادفوا انواعا من فبلها ومعادن طينيه ربما تكونت بوجود الماء وقد صرخ نائب رئيس المحققين  ري ارفدسن  : من المحتمل فوهة انديوفر تحتوي على معادن تختلف عن تلك التي عثر عليها سابقا حيث ان الصخور أكثر قدما من أي صخرة أخرى قد درست من قبل ابورتيونتي  واضاف ارفدسن  هنالك اهتمام كبير في القيادة حول تلك الحافة 

### الاكتشافات الكبرى
– في سول 2692 (22 من أغسطس لعام 2011) بداء ابورتيونتي بفحص صخرة تسدال Tisdale وهي كتله صخريه كبيره مقذوفه حيث قال استيف سكوايرز  رئيس المحققين لبعثة ابورتيونتي: ان مكونات تسدال شبيه ببعض الصخور البركانيه لكن هنالك كميات كبيره من الزنك والبروم أكثر مما نشاهده عادتا في تلك الصخور وهذا الاكتشاف اثبت لنا ان بلوغ انديوفر حقا كان بمثابة هبوط اخر لابورتيونتي على سطح المريخ 
– في ديسمبر فحص ابورتيونتي مكونات صخره أخرى تدعى Homestake  مستخدما ثلاثه من اجهزته العلمية، المجهر المصور، مظار الطيف اشعةاكس لجسيمات الفا والكاميرا البانوراميه ذات المصفيات الضوء حيث اكتشف العلماء انها تتكون اما من سلفات الكالسيوم أو الجبس، والجبس معدن لا يتشكل الا بوجود الماء وهذا دليل على ان المياه قد تدفقت اسفل قطع الصخريه المتكسره في الماضي.

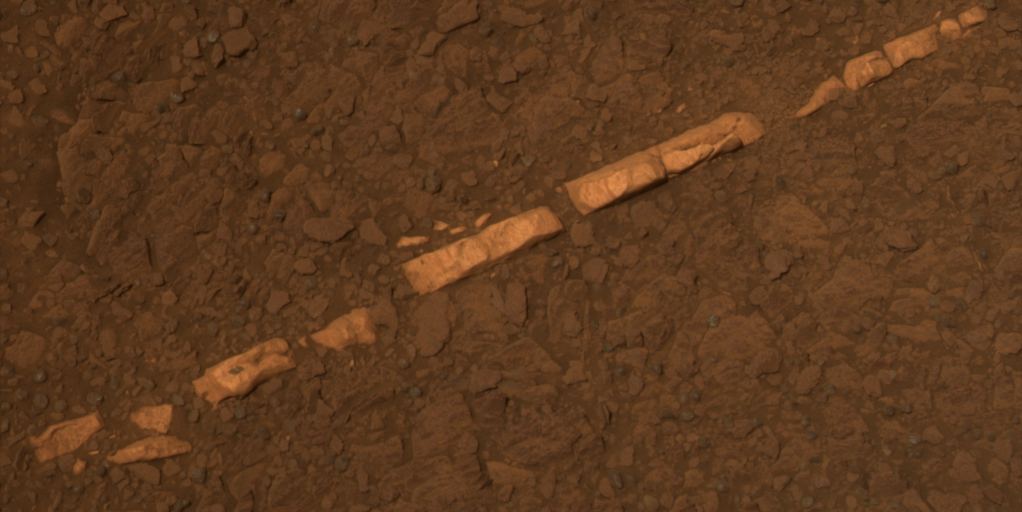
صخرة هومستيك

### الشتاء في فوهة انديوفر
- في سول 2783 الموافق 22 نوفمبر من عام 2011 قطع ابورتيونتي أكثر من 34 كيلومترا على سطح المريخ وبدا الآن يستعد إلى فصل الشتاء حيث سيتوجهه إلى إلى منطقه تتموضع 15 درجه نحو الشمال حيث تكون الزاوية أكثر ملائمتا لانتاج الطاقة الشمسية خلال هذا الفصل.
- في شهر يناير وبينما كان الجوال يقضي شتائه الخامس على سطح الكوكب ارسل معطيات من منطقة  Greeley Haven ، حيث بداء الجوال بدراست رياح المريخيه التي تصف على انها أكثر العوامل فعاليتا على سطح الكوكب بالاضافه إلى قيام بتجارب راديويه علميه تتضمن قياس دقيق للذبذبات والاشارات الراديويه الدقيقة اثناء دوران الكوكب لمعرفة ان كان باطن المريخ صلب أو سائل.

## احداث 2012
• في سول 2852 (واحد فبراير من عام 2012) كانت الطاقة المنتجة من قبل الالواح الشمسية تقدر 270 واط في الساعة.
• في شهر مارس الموافق لسول 2890 درس الجوال صخرة Amboy  بواسطت مطياف موسبار والمجهر المصور، كما ان كميه من غاز الاركون قد قيس في جو المريخ.
• في سول 2940 (واحد من مي لعام 2012) كانت الطاقة المنتجة من قبل الجوال قد ازدادت إلى 360 واط في الساعة حيث استعد الفريق إلى تحريك ابورتيونتي بعد ان اتموا دراستهم لصخرة Amboy حيث قطع ابورتيونتي في سول 2947 ثلاثة امتار لينهي بذلك 130 سول من السكون قظاها الجوال في Greeley Haven .

### الثلاثة آلاف سول
احتفل ابورتيونتي في الثاني من يوليو لعام 2012 بسول الثلاثة الاف له على سطح المريخ حيث نشر صوره بانوراميه تظهر ما حوله في Greeley Haven كما تلاحظ فوهة انديوفر في النصف الأيمن من الصورة.
• اقتصرت فعاليات ابورتيونتي في شهر أغسطس على:
- إرسال اشاره راديويه مميزه فائقة التردد إلى المسبار كوريوسيتي قبل هبوطه في السادس من هذا الشهر لتحفيزه.
- جمع معلومات عن الغلاف الجوي الشفاف للمريخ.
- زيارة فوهة  ساو رافاييل Sao Rafael  و بيرو Berrio  .
• في خريف 2012 توجهه ابورتيونتي إلى الجنوب لاستكشاف هضبة  ماتجفك  والبحث عن معدن سليكات الورقي.

## نهاية المهمة
- في 13 فبراير 2019 أعلن مسؤولو وكالة ناسا عن اكتمال مهمة أبورتيونيتي، بعد فشل المركبة الفضائية في الاستجابة لأكثر من 1000 إشارة أرسلت منذ أغسطس 2018.[4]

- آخر رسالة لمسبار أبورتيونيتي كانت مناظرة ل«بطاريتي ضعيفة وأنها ستصبح مظلمة.», كما ذكر مراسل KPCC جاكوب موراليس.[5]